# Curette
En curette er et kirurgisk instrument, som er designet til at afskrabe eller fjerne biologisk væv eller affald ved en biopsi, bortskæring eller en rensningsprocedure. En curettes form er som et lille håndredskab og ofte lignede i form med en stylus. På en curettes spids sidder en lille skovl, krog eller hulning. Verbet at curette betyder "at skrabe med en curette", og curettage er en behandling, der omfatter en sådan skrabning.
Nogle eksempler på brug af en curette omfatter:
- Fjernelse af relevant ørevoks.
- Skrabning og curettage af livmoder, en gynækologisk procedure.
- Skrabning af adenoid (adenoidectomi) af en oto-rhino-laryngologist.
- Skrabning af tandsten fra tandemaljen med en periodontal curette.